# إقليد (جنس)
الإقْلِيد جنسُ نباتات حولية برية من فصيلة الصليبيات، موطنها أُراسية سوقها منتصبة فَرْعَاء تعلو من 20 إلى 40 سم. أوراقها متعاقبة، سنانية النصال الصغيرة. أزهارها صغيرة بيضاء. أشهر أنواعه الإقليد السوري.